# Hoheneck

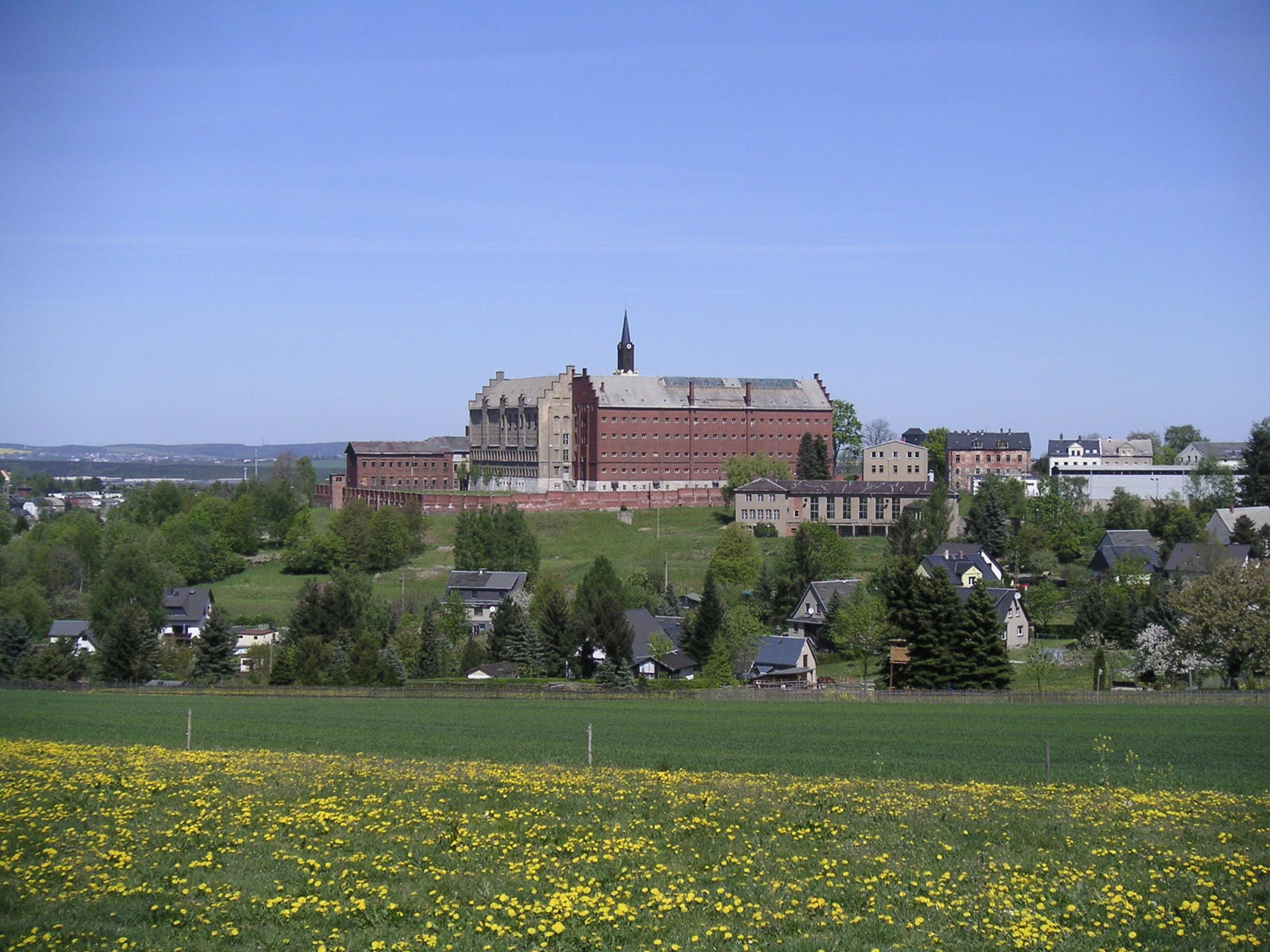
Vrouwentuchthuis Hoheneck

Hoheneck was een tuchthuis voor vrouwen in de Saksische plaats Stollberg/Erzgeb.
Het gebouw staat op de fundamenten van een jachtslot uit de 16e eeuw, dat op zijn beurt weer is opgericht op de ruïnes van een middeleeuwse burcht, de Staleburg. De plaats Stolberg is naar deze burcht vernoemd. Hoheneck is vooral bekend geworden als tuchthuis voor vrouwelijke politieke gevangenen in de DDR.

## Geschiedenis
In documenten uit 1862 werd Hoheneck voor het eerst als Sächsisches Weiberzuchthaus genoemd. Later werd Hoheneck een mannengevangenis en tijdens de Eerste Wereldoorlog was het als reservelazaret in gebruik. De nationaalsocialisten gebruikten de gevangenis in 1933 korte tijd voor politieke gevangenen. Daarna werd Hoheneck voor regulier veroordeelde misdadigers gebruikt.
Direct na de Tweede Wereldoorlog werd de gevangenis gebruikt door de Sovjet-bezettingsmacht. De omstandigheden in de gevangenis waren zeer slecht en in de winter van 1945 op 1946 lieten velen het leven.

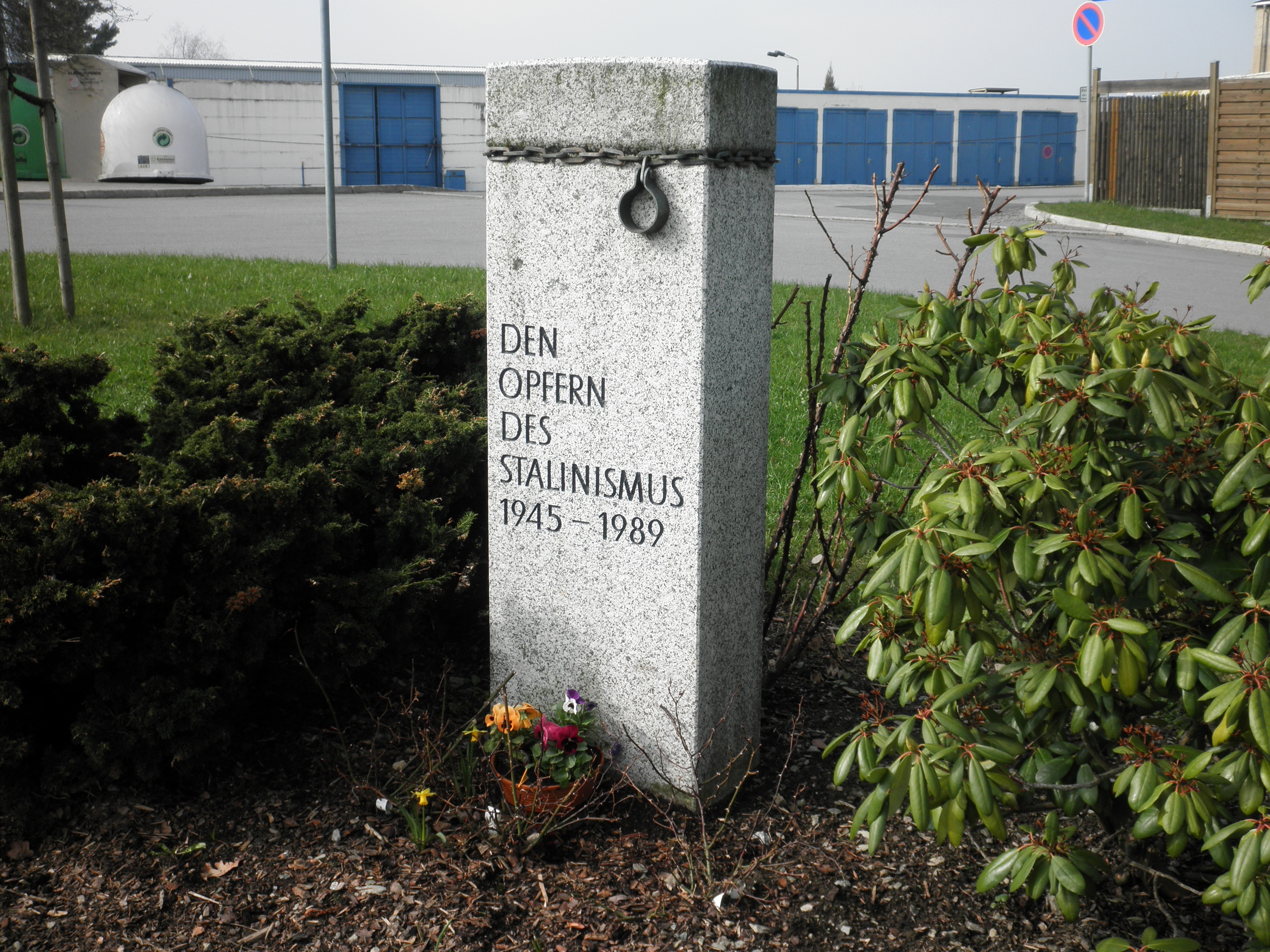
Monument voor de voormalige DDR-vrouwengevangenis

In 1950 werden 1119 vrouwen uit de Speziallager nr. 4 Bautzen en nr. 7 Sachsenhausen naar Hoheneck overgebracht, hoewel de capaciteit 600 gevangenen bedroeg. Onder deze vrouwen waren ook 30 kinderen. In Hoheneck werden nog 27 kinderen geboren. Deze kinderen werden afgenomen en in kindertehuizen in de DDR ondergebracht.
In de zeventiger jaren zaten in de gevangenis tot 1600 vrouwen opgesloten. Velen moesten op de grond slapen. Een verzwarende omstandigheid voor de politieke gevangenen was dat zij samen met plegers van geweldsmisdrijven werden opgesloten. Ook had de gevangenis isoleercellen en verduisterde cellen waar gevangenen zonder enig licht werden opgesloten. Hoheneck was de gevangenis waarlangs alle vrouwen werden geleid die door de Bondsrepubliek werden vrijgekocht. In 1989 zaten in Hoheneck nog 400 gevangenen, waarvan ongeveer 30% politieke gevangenen. In november 1989, na de val van de Berlijnse Muur, kregen de politieke gevangenen amnestie. In december 1989 kwamen de overige gevangenen in opstand, van wie een deel ook amnestie kreeg. Een van de gevangenen die toen nog in Hoheneck zat was Erika Bergmann, die als SS-kampbewaarder tot levenslang was veroordeeld. Zij werd in 1991 vrijgelaten in het inmiddels herenigde Duitsland. In 2001 werd de gevangenis gesloten.